# Дзержоньовський повіт
Дзержоньовський повіт (пол. powiat dzierżoniowski) — один з 26 земських повітів Нижньосілезького воєводства Польщі.
Утворений 1 січня 1999 року в результаті адміністративної реформи.

## Загальні дані
Повіт знаходиться у південній частині воєводства.
Адміністративний центр — місто Дзержонюв.
Станом на 1.01.2008 населення становить 104 303 осіб, площа — 478,51 км².

## Демографія
Демографічні дані повіту станом на 31 grudnia.2007:
|       | Всього  | Всього | Жінки  | Жінки | Чоловіки | Чоловіки |
| ----- | ------- | ------ | ------ | ----- | -------- | -------- |
|       | осіб    | %      | осіб   | %     | осіб     | %        |
| Повіт | 107 790 | 100    | 55 372 | 52,8  | 49 418   | 47,2     |
| Міста | 85 247  | 100    | 45 376 | 53,2  | 39 871   | 46,8     |
| Села  | 19 543  | 100    | 9996   | 51,3  | 9547     | 48,7     |